# 2004-es Roland Garros
A 2004-es Roland Garros az év második Grand Slam-tornája, a Roland Garros 103. kiadása volt. Párizsban, a Stade Roland Garroson rendezték meg, május 24. és június 6. között. Férfiaknál az argentin Gastón Gaudio, nőknél az orosz Anasztaszija Miszkina nyert.

## Döntők

### Férfi egyes
Gastón Gaudio -  Guillermo Coria 0-6, 3-6, 6-4, 6-1, 8-6

### Női egyes
Anasztaszija Miszkina -  Jelena Gyementyjeva 6-1, 6-2

### Férfi páros
Xavier Malisse /  Olivier Rochus -  Michaël Llodra /  Fabrice Santoro 7-5, 7-5

### Női páros
Virginia Ruano Pascual /  Paola Suárez -  Szvetlana Kuznycova /  Jelena Lihovceva 6-0, 6-3

### Vegyes páros
Tatiana Golovin /  Richard Gasquet -  Cara Black /  Wayne Black, 6-3, 6-4

## Juniorok

### Fiú egyéni
Gaël Monfils –  Alex Kuznetsov, 6–2, 6–2

### Lány egyéni
Szeszil Karatancseva –  Mădălina Gojnea, 6–4, 6–0

### Fiú páros
Pablo Andújar /  Marcel Granollers –  Alex Kuznetsov /  Mihail Zverev, 6–3, 6–2

### Lány páros
Kateřina Böhmová /  Michaëlla Krajicek –  Irina Kotkina /  Jaroszlava Svedova, 6–3, 6–2